# عمر مؤمنی
عمر مؤمنی (زادهٔ ۲۵ آوریل ۱۹۸۱) یک کاریکاتوریست اهل اردن است. وی بیشتر به خاطر کاریکاتورهای اختصاصیش در سایت گل شناخته شده‌است. 
او در ایران نیز پس از کشیدن کاریکاتور عادل فردوسی‌پور و علی کریمی شهرت یافت. کاریکاتورهای وی همواره مورد توجه رسانه ها و مردم قرارگرفته است. او همچنین با کشیدن طرحی از دختر آبی، از هواداران استقلال تهران که خودش را در اعتراض به دستگیری و بازداشت به اتهام تلاش برای ورود به ورزشگاه آتش زده بود، به این موضوع واکنش نشان داد.